# 代官山アドレス

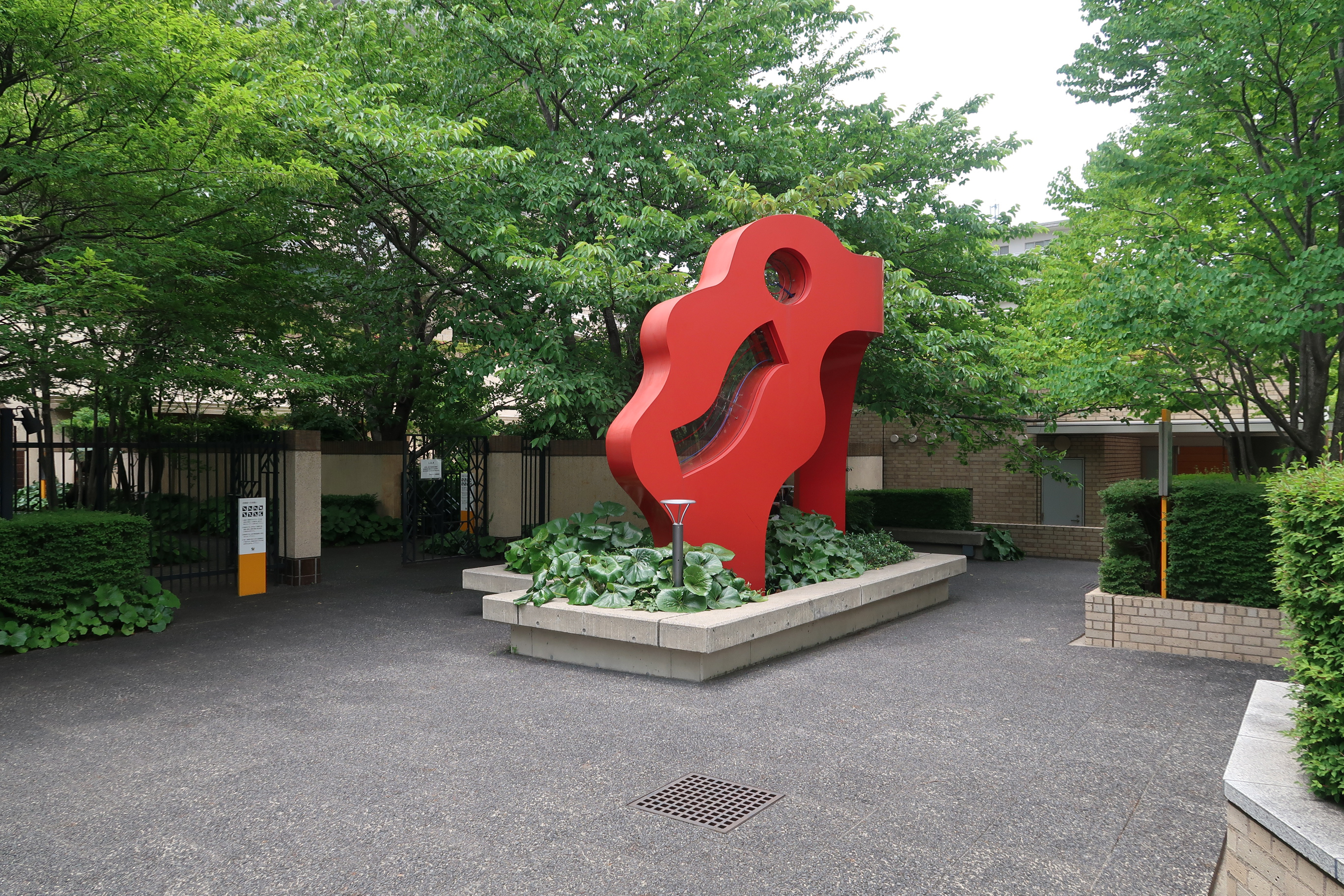
オープンスペース

代官山アドレス（だいかんやまあどれす、Daikanyama Address）は、東京都渋谷区代官山町にある複合施設である。施設はタワーマンション、商業施設、公共スポーツセンターなどによって構成されており、2000年（平成12年）8月に開業した。

## 概要
代官山アドレスは、所在地にかつて存在した旧同潤会アパート36棟などの建替え、再開発によって建設された。住宅部分は36階建の高層マンション、「ザ・タワー」を中心とする合計501戸があり、そのなかには再開発前からの居住者253世帯も再入居した。
さらに、ショッピングセンター「ディセ」や、渋谷区の公共施設「代官山スポーツプラザ」、駐車場などが施設全体を構成している。また、旧同潤会代官山アパート時代より児童公園として存在した「代官山公園」が、代官山駅の駅前広場と一体化する形で再整備された。
再開発においては都市再開発法に基づく組合施行の事業方式が採用され、公共施設の整備や公開空地の設置などによって容積率の緩和や補助金の助成を得ている。また、従前からの土地（建物）所有権利者による再開発事業組合「代官山地区市街地再開発組合」に加え、鹿島建設と大成建設がデベロッパーとして事業を行った。

## 施設
施設の設計は、日本設計とNTTファシリティーズによって行われ、鹿島建設と大成建設を中心とする共同事業体（JV）によって施工された。また、施設ランドスケープの基本計画はロバート・ザイオンが担当してた。
敷地面積は17,262m2で、再開発事業では地下に東京電力の変電所も建設された。

### ザ・タワー
地下4階地上36階で、代官山アドレスの完成と同時期の2000年（平成12年）8月に竣工した。総戸数は387戸でその半数近くは地権者用となり、残りの200戸が1999年（平成11年）の夏から分譲された。
建物の高さは119.9メートルで、渋谷区内のマンションとしては青山パークタワー（美竹町、2003年竣工、頂部の高さ120メートル）と並んで、最高層の建物となっている。
また、代官山地区においては唯一の超高層ビルであり、テレビドラマ『やまとなでしこ』（2000年、フジテレビ）をはじめ、多くのテレビ番組のロケ地となっていることでも知られる。
代官山アドレスに建設されている集合住宅としては他に、「ジ・アネックス」（5階24戸）、「ザ・レジデンス・イースト」（13階42戸）、「ザ・レジデンス・サウス」（10階30戸）、「ザ・レジデンス・ウェスト」（8階18戸）がある。
敷地内にはスーパーマーケットピーコックストア等の買い物施設も入っている。

### ディセ
代官山アドレスの中心となっている商業施設であり、20以上の商店や飲食店などが入居している。名称の「ディセ（dixsept）」とは、フランス語で“17”の意味であり、代官山アドレスの住所（代表）が、「渋谷区代官山17番地」であることに因んでいる。
「ディセ」の事業主は、この建物を所有する平和不動産（東京・日本橋）である。

### 渋谷区代官山スポーツプラザ
再開発事業の条件緩和要件として建設された渋谷区の公共施設である。
屋内の温水プール2つ、屋外の幼児プールのほか、卓球やエアロビクスなど各種スポーツのための多目的室などがあり、渋谷区の住民のほか、同区の在勤・在学者に利用資格が与えられている。

### 地下変電所
代官山アドレスの地下には、再開発事業の一環として東京電力の変電所が建設されている。この変電所は、渋谷区域を中心とした東京23区南東部に電力を供給する拠点変電所となっている。

## 歴史

### 同潤会代官山アパート
再開発前に存在した代官山アパートは、1923年（大正12年）に発生した関東大震災の救済機関として設立された財団、同潤会によって東京・横浜地区の16ヶ所に建設された「同潤会アパート」のひとつであった。敷地面積は5,976坪で、25％という建蔽率から豊富な緑を持ち、敷地の起伏を生かした傾斜地に2階建てと3階建ての鉄筋コンクリート造りのアパート、公衆浴場、食堂などが配置されていた。
代官山アパートは大正14年、関東大震災によって大破した青山女学院の跡地に着工され、昭和2年～3年にかけて36棟の建物が竣工した。
各アパートはモダニズム建築を意識した2－3階建ての近代的集合住宅で、全36棟に337戸が設けられ、間取りの中心は2Kであった。震災の教訓から鉄筋コンクリート造が採用され、娯楽室、食堂、水洗トイレ、ダストシュートのほか、自家水道施設や児童公園、公衆浴場なども備えられていた。
建設時には最先端の仕様であった各住宅であったが、平均の占有面積は10坪程度、更には「6畳一間、トイレ共同」という住戸もあったことから、戦後には、「狭くて住みにくい」という評価が一般的となった。
昭和28年になるとアパートは住民らに払い下げられ、その後は各居住者による勝手な増改築が目立つようになったという。

### 再開発事業
老朽化が顕著となった代官山アパートでは昭和53年頃から建替えの話が持ち上がり、1983年（昭和58年）には主に居住者らによって構成される再開発準備組合が設立された。
組合は事業協力者としてデベロッパーを募り、当初は6社のゼネコンが参加したものの、事業の難航やバブル経済の崩壊を受けて撤退が相次いだ。平成4年になると参加を継続するゼネコンは鹿島建設と大成建設の2社のみとなり、再開発事業の断念も検討されたが、この頃東京電力が事業地地下に変電所を建設することを提案、これによって事業の実施が決定した。
実際の工事は1996年（平成8年）8月に始まり、2000年（平成12年）8月に完成した。事業が難航した要因の一つに、権利変換の必要な権利者住宅が253戸、地権者は約500名と多数であったことが挙げられている。再開発施設の中心としては当初、タワーマンションではなくオフィスビルが検討されていたという。